# Benelli Tornado Tre
La Tornado Tre est un modèle de motocyclette du constructeur italien Benelli vendu entre 2002 et 2010.

## Histoire
La première ébauche de la Tornado est présentée en 1999. En 2001, deux machines courent le Championnat du monde de Superbike. Mais il faut attendre 2002 pour que soit mise en vente la version homologuée pour circuler sur route ouverte.
Commercialisant principalement des scooters depuis le début des années 1980, Benelli signe son retour chez les constructeurs de moto avec la Tornado.
Elle est l'œuvre du designer Adrian Morton.
La Tornado Tre L.E. (pour Limited Edition) est la première à être commercialisée. Elle n'est sortie qu'à 150 exemplaires numérotés, pour 36 000 €.
Elle est uniquement disponible avec une robe grise et verte.
Le moteur est un trois cylindres en ligne, de 900 cm³, alimenté par injection électronique et donné pour 143 chevaux.
Le radiateur de refroidissement est placé sous la selle. L'air est aspiré à l'avant puis conduit jusqu'au radiateur. Il est ensuite évacué par deux hélices situées sous la coque arrière.
L'embrayage à sec utilise un système antidribble, pour éviter le blocage de roue au rétrogradage.
Le cadre fait appel à une structure mixte mélangeant un treillis tubulaire sur la partie avant et un bâti arrière en aluminium.
La fourche inversée et l'amortisseur proviennent du catalogue Öhlins.
Le freinage est assuré par un ensemble Brembo comprenant, à l'avant, deux disques de 320 mm et des étriers à quatre pistons, et à l'arrière, un disque de 220 mm et des étriers doubles pistons.
Les jantes en aluminium forgé proviennent de chez Marchesini.
À l'instar de la Ducati 916, l'angle de chasse est réglable et peut varier de 22,5 à 24,5°.
Les éléments de carrosserie et le réservoir sont en fibre de carbone.
Elle est immédiatement suivie par un modèle plus abordable, appelé Tornado Tre.
La puissance est légèrement revue à la baisse de 5 chevaux, tandis que le poids est en hausse de 13 kg. L'embrayage à sec est remplacé par un élément fonctionnant dans l'huile.
Elle devient financièrement plus accessible puisque son prix est ramené à 18 900 €.

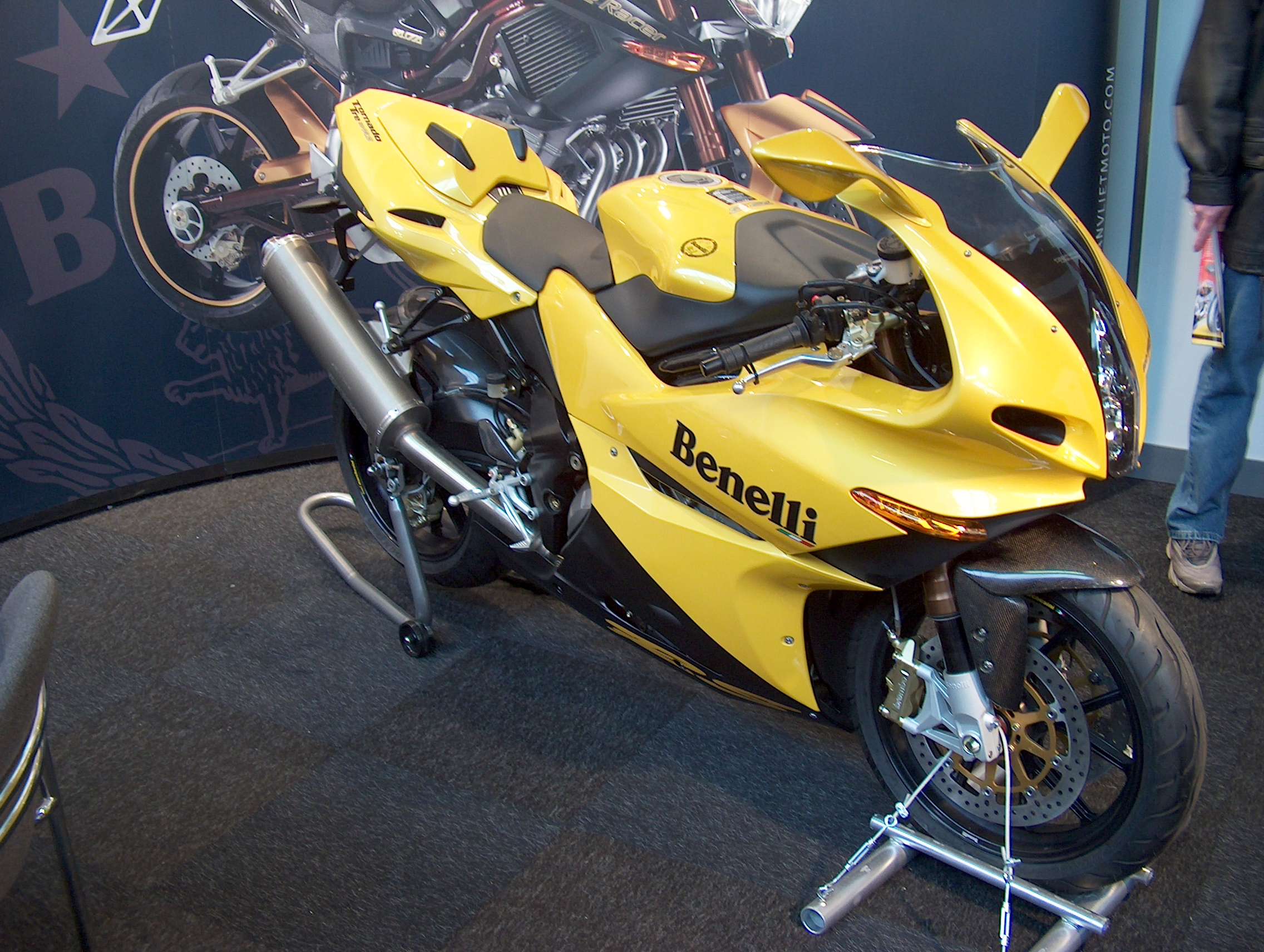
Tornado Tre RS

En 2003 est présentée la Tornado Tre RS.
La puissance est équivalente à celle de la L.E., pour 195 kg. Elle gagne un petit radiateur d'huile et un amortisseur de direction. Les étriers de frein sont désormais à fixation radiale.
Le système antidribble de l'embrayage est réglable en fonction des conditions d'utilisation de la machine.
Elle est vendue 21 500 €.

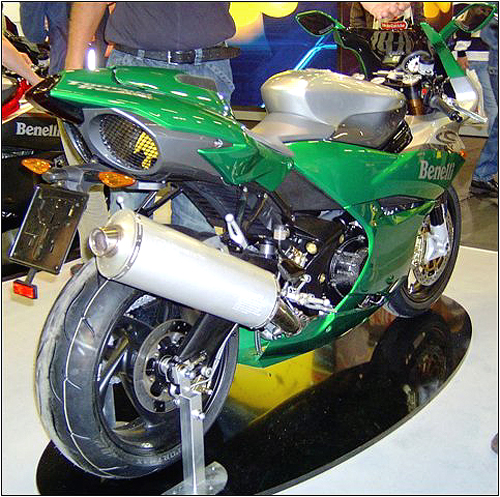
1130 Tornado. Notez les extracteurs d'air sous la coque arrière.

Il faut attendre 2006 pour que la Tornado soit remaniée. Elle revient équipée du moteur de 1 130 cm³ (88 x 62 mm) qui équipe le roadster TNT, donné pour 163 chevaux à 10 500 tr/min et 12,4 mkg à 8 000 tr/min. Ce supplément de puissance permet à la nouvelle Tornado de pouvoir rivaliser en performance avec ses concurrentes japonaises, R1 et 1000 CBR en tête.
L'embrayage fonctionne à sec tandis que la fourche gagne 4 mm de diamètre.
Elle est vendue 14 890 €.
Les Benelli Tornado Tre ont été vendues à 2524 exemplaires, dont 2327 pour la 900 et 197 pour la 1130.

## Compétition
La Tornado Tre a couru dans le championnat du monde Superbike.
- 2001 :

| N° | Pilote        | ESP | ESP | RSA | RSA | AUS | AUS | JPN | JPN | ITA | ITA | GBR | GBR | GER | GER | SMR | SMR | USA | USA | EUR | EUR | GER | GER | NED | NED | ITA | ITA |
| N° | Pilote        | R1  | R2  | R1  | R2  | R1  | R2  | R1  | R2  | R1  | R2  | R1  | R2  | R1  | R2  | R1  | R2  | R1  | R2  | R1  | R2  | R1  | R2  | R1  | R2  | R1  | R2  |
| -- | ------------- | --- | --- | --- | --- | --- | --- | --- | --- | --- | --- | --- | --- | --- | --- | --- | --- | --- | --- | --- | --- | --- | --- | --- | --- | --- | --- |
| 14 | Peter Goddard |     |     |     |     |     |     |     |     |     |     |     |     | Ab. | Ab. | 18  | 15  | 16  | 16  | 12  | 13  | 16  | 17  | 17  | 19  | Ab. | 13  |

- 2002 :

| N° | Pilote        | ESP | ESP | AUS | AUS | RSA | RSA | JPN | JPN | ITA | ITA | GBR | GBR | GER | GER | SMR | SMR | USA | USA | EUR | EUR | GER | GER | NED | NED | ITA | ITA |
| N° | Pilote        | R1  | R2  | R1  | R2  | R1  | R2  | R1  | R2  | R1  | R2  | R1  | R2  | R1  | R2  | R1  | R2  | R1  | R2  | R1  | R2  | R1  | R2  | R1  | R2  | R1  | R2  |
| -- | ------------- | --- | --- | --- | --- | --- | --- | --- | --- | --- | --- | --- | --- | --- | --- | --- | --- | --- | --- | --- | --- | --- | --- | --- | --- | --- | --- |
| 14 | Peter Goddard |     |     |     |     |     |     |     |     | 14  | 17  | 13  | 15  | Ab. | 15  | 15  | Ab. | 16  | 14  | 18  | Ab. | 12  | Ab. | 12  | 11  | Ab. |     |